# 文ノ里停留場
文ノ里停留場（ふみのさとていりゅうじょう）は、かつて大阪府大阪市阿倍野区にあった南海電気鉄道平野線の駅（電停）である。

## 概要

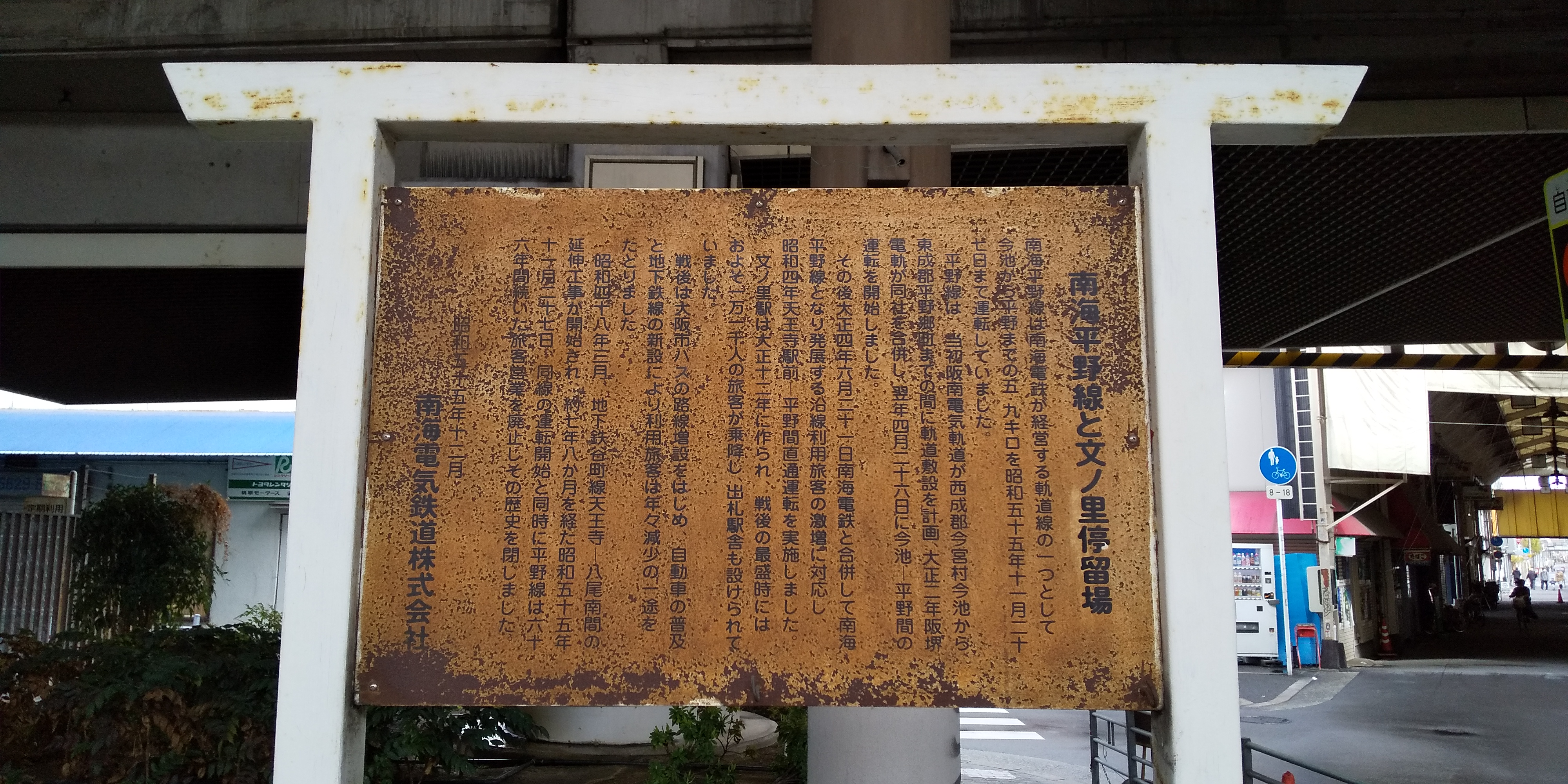
旧文ノ里停留場跡の記念看板「南海平野線と文ノ里停留場」

現在の大阪市阿倍野区文の里2丁目・昭和町1丁目の境界付近、文の里商店街の入口近くにあった。千鳥式配置の単式2面2線のホームを設置していた。
この近辺は天王寺土地株式会社が住宅地として開発し、また同社は駅を建設して南海鉄道に寄付した。同社は、付近に学校が多くあることから駅名を「文ノ里」と命名した。その後駅名にあやかり、1951年には駅周辺の住居表示も「文の里」と改称された。
出札窓口、ラッチを備えた、平野線の中間駅唯一の駅員配置駅だった。多くの乗降客に対応すべく、ホームは、幅は広くゆったりしており、2輌連結運転に対応した長さであった。その後、阪神高速14号松原線工事に伴う線路移設によりホームも移設した。用地の関係上、下りホームは幅が狭くなってしまったが、朝のラッシュに備える必要のある上りホームは、旧来の幅をほぼ保ち移設された。ただし上下のホーム共、長さは1輌分に短縮された。
合理化の一環として、上町線のワンマン化と共に1976年に無人駅化された。ラッチは撤去され、出札口が塞がれた。また、平野線の中間駅では唯一、保線用の詰め所（平野管理班）が併設されており、営業廃止まで活用された。
現在は当時の遺構は何も残されていないが跡地の一部（大阪メトロ谷町線文の里駅7号出入口が近い場所）には南海平野線や文ノ里停留場の歴史を記した記念碑が建てられている。記念碑は地元の文の里商店街の要望を受け、南海電鉄が設置した。

## 歴史
- 1923年（大正12年）：天王寺土地株式会社の寄付により、開業。
- 1980年（昭和55年）11月28日：廃止。

## 停留場構造
千鳥式ホーム2面2線を有する地上駅であった。

### のりば
| のりば                             | 路線    | 方向 | 方面                         | 行先     |
| ---------------------------------- | ------- | ---- | ---------------------------- | -------- |
|                                    | ■平野線 | 上り | 阪堺線直通：阿倍野・今池方面 | 恵美須町 |
| 上町線直通：阿倍野・天王寺駅前方面 | ■平野線 | 上り | 天王寺駅前                   |          |
|                                    | ■平野線 | 下り | 田辺・平野方面               | 平野     |

## 停留場周辺
- 文の里商店街
- 大阪市営地下鉄（現・大阪市高速電気軌道）
  - 文の里駅 - Osaka Metro谷町線
  - 昭和町駅 - Osaka Metro御堂筋線
- 阪神高速14号松原線
- 大阪府道28号大阪高石線

## 隣の停留場
南海電気鉄道
■平野線
苗代田停留場 - 文ノ里停留場 - 股ヶ池停留場